# José Isabel Sulub Cima
José Isabel Sulub Cima (Felipe Carrillo Puerto, Quintana Roo, 1937 - Dzulá, Quintana Roo, 25 de junio de 2023) fue un general maya y dirigente del Centro Ceremonial de la Cruz Parlante de Felipe Carrillo Puerto, Quintana Roo, México, reconocido por su larga lucha en la preservación de las tradiciones y el empoderamiento del pueblo maya. El 1 de diciembre de 2018, como parte de la ceremonia de investidura presidencial, le entregó al presidente Andrés Manuel López Obrador, un bastón de mando en nombre y representación de todos los pueblos y comunidades indígenas de México en un acto público en el Zócalo de la Ciudad de México. Fue presidente del Gran Consejo Maya hasta su destitución por participar en dicho acto.
El 24 de febrero de 2019 en la ceremonia presidencial por el Día de la Bandera realizada en Chetumal, Quintana Roo, el presidente Andrés Manuel López Obrador reconoció públicamente a José Sulub Cima como representante del pueblo maya, título que fue ratificado por el Instituto Nacional de los Pueblos Indígenas en Felipe Carrillo Puerto el 16 de marzo de 2019.
También participó en la traducción de la Constitución del Estado de Quintana Roo a la lengua maya, la cual fue presentada en diciembre del año 2020 en el Congreso de la Unión.

## Biografía
José Isabel Sulub Cima es nieto del teniente cruzo'ob Evaristo Sulub, quien luchó en el movimiento social conocido como la Guerra de Castas.
A lo largo de su vida, se mantuvo comprometido con la lucha por mantener viva la tradición de su pueblo y el orgullo de ser maya, ya que siempre portó con dignidad su indumentaria tradicional.
Falleció la madrugada del 25 de junio del 2023 en la localidad de Dzulá, municipio de Felipe Carrillo Puerto, Quintana Roo.